# (4878) Gilhutton
(4878) Gilhutton es un asteroide perteneciente al cinturón de asteroides, descubierto el 18 de julio de 1968 por Carlos Torres y el también astrónomo S. Cofré desde la Estación Astronómica de Cerro El Roble, Chile.

## Designación y nombre
Designado provisionalmente como 1968 OF. Fue nombrado Gilhutton en honor al astrónomo argentino Ricardo Gil-Hutton que investiga el sistema solar y es un especialista en la evolución de colisiones de asteroides.

## Características orbitales
Gilhutton está situado a una distancia media del Sol de 2,289 ua, pudiendo alejarse hasta 2,641 ua y acercarse hasta 1,936 ua. Su excentricidad es 0,153 y la inclinación orbital 6,183 grados. Emplea 1265 días en completar una órbita alrededor del Sol.

## Características físicas
La magnitud absoluta de Gilhutton es 14,8. Tiene 2,553 km de diámetro y su albedo se estima en 0,392.